# Johannes Baar-Baarenfels
Johannes Baar-Baarenfels (* 25. August 1963 in Salzburg) ist ein österreichischer Architekt.

## Leben
Baar-Baarenfels hat an der Technischen Universität Wien studiert und sein Diplom bei Helmut Richter gemacht. 1991 gründete er das Unternehmen Baar-Baarenfels Architekten. Er war danach Mitglied der Berliner Architektenkammer und ist derzeit Mitglied der Wiener Kammer der Architekten. Von 2002 bis 2008 war er Assistent am Institut für Architektur und Entwerfen an der TU Wien. Er hat Vorträge in Sofia, Bukarest, Mumbai, Wien und Timisoara gehalten.
Er hatte Ausstellungen in Prag, Bratislava, Laibach und Wien. 2010 war er für den Award des World Architecture Festival in Barcelona nominiert. 2013 hat er in der Kategorie „old and new“ den World Architecture Festival Award in Singapur gewonnen. 2014 war er bei der Architekturbiennale in Venedig vertreten. 2016 hat er auf dem Nezavisimost, dem wahrscheinlich wichtigsten Platz im historischen Zentrum der bulgarischen Hauptstadt Sofia, mit drei Glaskuppeln ein neues Wahrzeichen errichtet.
Baar-Baarenfels’ Verständnis von Architektur zielt letztlich auf soziale Interaktion ab: “Das war schon immer die Funktion der Städte: Sie waren ein Nährboden der Kultur und so müssen Städte auch in Zukunft wieder gedacht werden. Es geht (bei Architektur) nicht nur um Ökonomie.”
Johannes Baar-Baarenfels hat sich sowohl im Bereich der Gewerbebauten als auch bei Privathäusern international etabliert. Wichtig ist ihm stets die Planung und Begleitung des gesamten Prozesses. Dieser umfasst Vorentwurf, Entwurf, Einreichung, Polierplanung, Detailplanung, Visualisierung, Ausschreibung, Bauaufsicht und Corporate Design.  Er ist ein gefragter Spezialist, wenn es um die Neuinterpretation bestehender und teilweise denkmalgeschützter Bauten geht. Organische Formen sind ihm dabei besonders wichtig.

## Bauwerke (Auswahl)
- Autohaus in Simmering, Wien (1998)
- Häuser und Apartments in Wien und Wiener Umland (1999/2000)
- Weltweites Shopdesign für das Schmuckgeschäft Misaki aus Monte Carlo (2005)
- (Flagship-)Stores für Sportalm in Salzburg, Wien und Düsseldorf (2010)
- Loft in Berlin (2011)
- Apartmenthäuser in der Kaasgrabengasse, Wien (2013)
- Umbau des Palais Rasumofsky, Wien (2013)

## Auszeichnungen
- 2010: Nominierung beim World Architecture Festival in Barcelona
- 2013: Sieger in der Kategorie „New and Old“ beim World Architecture Festival in Singapur
- 2014: Beitrag bei der Architekturbiennale in Venedig